# 5 germinal
5 ventôse 5 floréal
Le quintidi 5 germinal, officiellement dénommé jour de la poule, est le 185e jour de l'année du calendrier républicain.
C'était généralement le 25e jour du mois de mars dans le calendrier grégorien.